# Грачёв, Олег Николаевич
Олег Николаевич Грачёв (род. 14 апреля 1966, Светлый, Оренбургская область) — российский журналист, политик, публицист, идеолог. 2005 г. — вице-президент Ассоциации предприятий «Агропромышленное объединение „Макфа“». 2005—2010 гг. — первый заместитель Главы города Челябинска. С апреля 2010 года — первый заместитель губернатора Челябинской области. С мая 2014 года вице-президент по региональному развитию Русской медной компании.

## Биография
В 1990 г. окончил Уральский Государственный университет по специальности «Журналистика».
В августе 1990 года приехал в Челябинск. Был зачислен стажером в отдел информации городской газеты «Вечерний Челябинск». Работал редактором агентства новостей, в 1999 году назначен первым заместителем главного редактора, в 2000 году — главным редактором, в 2004 году — генеральным директором ЗАО "Издательский дом «Вечерний Челябинск».
1993 г. — Член Союза журналистов России.
С 2004 года начинает политическую карьеру и на период 2004—2005 гг. заступает на должность помощника депутата Государственной Думы ФС РФ М. В. Юревича.
В 2005 году вместе с командой Михаила Юревича идет на выборы мэра города Челябинска, где Юревич одерживают победу, и Грачёв заступает на пост первого Заместителя Главы города Челябинска.
В 2010 году вступает в должность первого заместителя Губернатора Челябинской области.
Считается главным идеологом команды М. Юревича. Контролирует деятельность областных СМИ и общественные связи. Также в его ведомстве деятельность правоохранительных и военных органов.
Ввел в практику проведение «журфиксов» — так называемых встреч «без галстука» с представителями областных СМИ — на которых озвучиваются важнейшие заявления работы областной власти.
Является автором идеи возведения в г. Челябинске памятника влюбленным — «Сфера любви». Она стала главным пунктом всех свадебных церемоний.
Стал инициатором ежегодного празднования дня рождения Челябинска не только по юбилеям. В итоге Дни города стали традиционными.

#### Писательская деятельность
Является автором острых публицистических материалов на темы политики, экономических преступлений, коррупции, нарушений законности. Печатался под псевдонимом Олег Николаев. В середине 1993 года в газете «Вечерний Челябинск» появилась необычная по тем временам рубрика — «Детектив по пятницам». Тогда закрытая для широкого круга читателей тема криминала стала излагаться доступным языком в форме криминальных очерков.
Является автором публицистической оценки «Долгая дорога к выборам» Ч. 1996 г., где описывает политико-экономическую ситуацию в Челябинской области в первой половине 1990-х гг.
Написал несколько книг, изданных в Челябинске в 1996—2000 гг. Две из них — художественные: «Территория сумерек» Ч., 1996 г. и «Некролитика» Ч., 2000 г.
В основе трагических событий «Территории сумерек» лежат загадочные процессы, протекающие в потаенных уголках человеческой психики — подсознании. Часть событий, описываемых в повести, происходила в действительности.
В основу «Некролитики» положены губернаторские выборы Челябинской области в 2000 г. Тайные и явные события, политические интриги, амбиции претендентов на губернаторское кресло — на этом замешан фарс-триллер. В нём вымышленно все: и события, и персонажи. И тем не менее, в ней фигурируют узнаваемые личности, она насыщена характерными деталями и приметами того политического периода.
Любит писать в стиле «психоделика».

## Награды
1998 г. — победитель Областного журналистского конкурса за серию очерков «Войны 20 в., которых не было».
В конце 2010 года эксперты организованной РИА «ФедералПресс» премии «Итоги года Урала и Сибири-2010» признали Олега Грачёва победителем в номинации «Идеолог года».
2011 г. — награждён медалью прокуратуры Российской Федерации «290 лет прокуратуре России»
2011 г. — награждён Почётной грамотой Законодательного собрания Челябинской области за большой вклад в социально-экономическое развитие города Челябинска.
2011 г. — награждён Благодарностью регионального отделения ВПП «Единая Россия».